# Dolmen du Pla de l'Arca (Castelnou)
Pour les articles homonymes, voir Dolmen du Pla de l'Arca.
Le dolmen du Pla de l'Arca est un dolmen situé à Castelnou, dans le département français des Pyrénées-Orientales.

## Historique
L'édifice a été découvert par Jean Abélanet lors d'une prospection destinée à vérifier une hypothèse sur la base d'une étude toponymique.

## Description
L'édifice est ruiné. Il correspond à un petit dolmen. Toutes les dalles visibles sont en schiste local, très friable. Le côté occidental du dolmen a disparu, le côté oriental comporte encore trois petites dalles (la plus large mesure 0,85 m). Le chevet est en forme d'abside. Il est constitué d'une dalle (0,60 m de large) complétée par de petits blocs. Une dalle de 1 m de long sur 0,60 m de large est couchée près de l'entrée de la chambre. Aucun élément de couverture n'est visible, mais le schiste local ne permet pas d'obtenir de grandes dalles. Le tumulus mesure environ 7 m de diamètre, il a été entamé dans sa partie orientale par l'emprise d'un chemin. D'après les éléments visibles, il semble correspondre à une structure en gradins (à deux niveaux) avec des dalles fichées verticalement dans la masse en disposition rayonnante.